# Tara Geraghty-Moats
Tara Geraghty-Moats (12 aprile 1993) è una biatleta, ex saltatrice con gli sci ed ex combinatista nordica statunitense, vincitrice della Coppa del Mondo di combinata nordica nel 2020-2021.

## Biografia
La Geraghty-Moats, attiva in gare FIS dall'ottobre del 2005, ha esordito nella Coppa del Mondo di salto con gli sci il 5 dicembre 2014 a Lillehammer (33ª) e ai Campionati mondiali a Falun 2015, dove si è classificata 18ª nel trampolino normale nel salto con gli sci; ai Mondiali di Seefeld in Tirol 2019 è stata 10ª nella gara a squadre nel salto con gli sci.
Nella combinata nordica ha esordito in Coppa del Mondo nella gara inaugurale del circuito femminile, disputata il 18 dicembre 2020 a Ramsau am Dachstein, conquistando subito la prima vittoria e aggiudicandosi così la Coppa del Mondo di combinata nordica 2021 (non vennero disputate altre gare a causa alla pandemia di COVID-19); ai successivi Mondiali di Oberstdorf 2021, sua unica presenza iridata, si è classificata 5ª nel trampolino normale.
Da quella stessa stagione 2020-2021 si è dedicata al biathlon: ha esordito in Coppa del Mondo il 30 novembre 2022 a Kontiolahti in individuale (87ª) e ai Campionati mondiali a Oberhof 2023, dove si è piazzata 86ª nella sprint; l'anno dopo ai Mondiali di Nové Město na Moravě 2024 è stata 58ª nella sprint, 91ª nell'individuale e non ha completato l'inseguimento e la staffetta.

## Palmarès

### Combinata nordica

#### Coppa del Mondo
- Vincitrice della Coppa del Mondo di combinata nordica nel 2021
- 1 podio:
  - 1 vittoria

##### Coppa del Mondo - vittorie
| Data             | Località            | Nazione | Trampolino                  | Spec.      |
| ---------------- | ------------------- | ------- | --------------------------- | ---------- |
| 18 dicembre 2020 | Ramsau am Dachstein | Austria | W90-Mattensprunganlage HS98 | IN NH/5 km |

Legenda:

IN = individuale Gundersen

NH = trampolino normale

#### Coppa Continentale
- Vincitrice della Coppa Continentale nel 2019 e nel 2020
- 17 podi:
  - 15 vittorie
  - 2 secondi posti

### Salto con gli sci

#### Coppa del Mondo
- Miglior piazzamento in classifica generale: 28ª nel 2016

#### Coppa Continentale
- Miglior piazzamento in classifica generale: 16ª nel 2014